# Denkmalgeschützte Objekte im Okres Snina

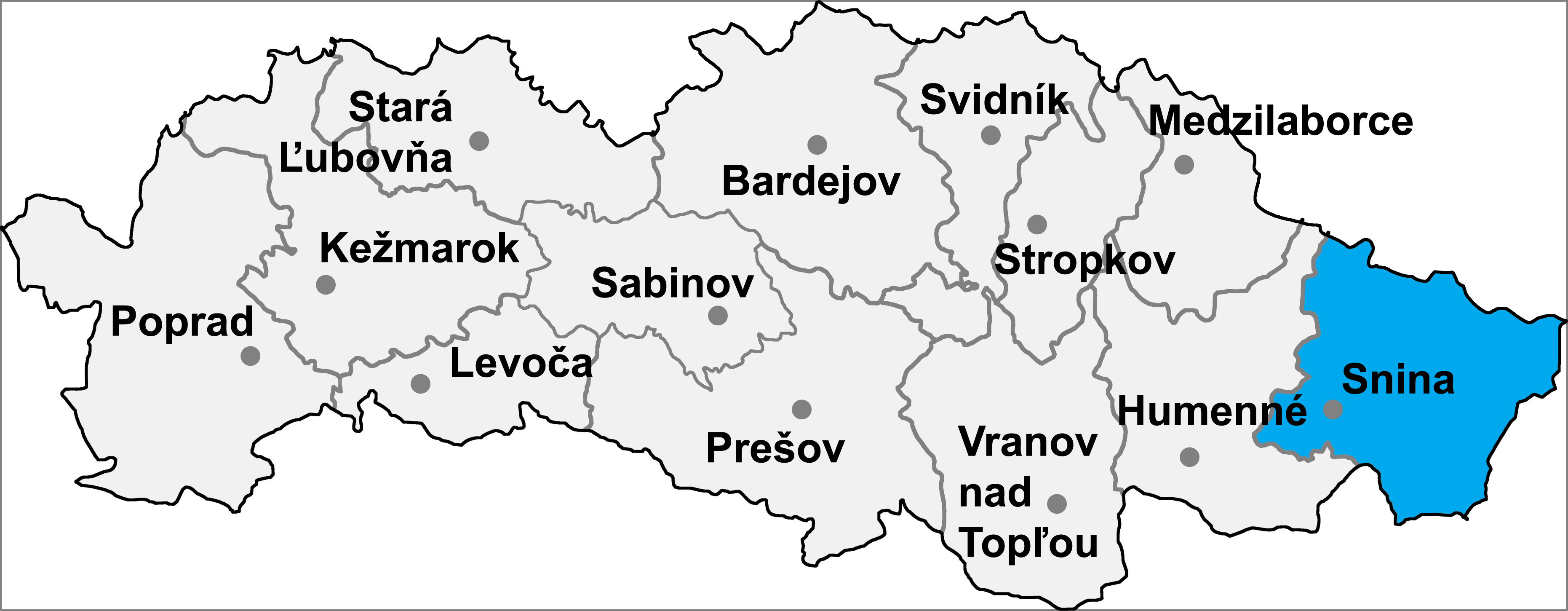
Karte von Okres Snina

Im Okres Snina bestehen 56 denkmalgeschützte Objekte. Die unten angeführte Liste führt zu den Gemeindelisten und gibt die Anzahl der Objekte an. In Gemeinden, die nicht verlinkt sind, existieren keine geschützten Objekte.
| Gemeindeliste                  | Objektanzahl |
| ------------------------------ | ------------ |
| Belá nad Cirochou              | 0            |
| Brezovec                       | 0            |
| Čukalovce                      | 2            |
| Dlhé nad Cirochou              | 3            |
| Dúbrava                        | 2            |
| Hostovice                      | 1            |
| Hrabová Roztoka                | 1            |
| Jalová                         | 1            |
| Kalná Roztoka                  | 4            |
| Klenová                        | 2            |
| Kolbasov                       | 3            |
| Kolonica                       | 0            |
| Ladomirov                      | 1            |
| Michajlov                      | 1            |
| Nová Sedlica                   | 2            |
| Osadné                         | 2            |
| Parihuzovce                    | 3            |
| Pčoliné                        | 3            |
| Pichne                         | 0            |
| Príslop                        | 1            |
| Runina                         | 2            |
| Ruská Volová                   | 1            |
| Ruský Potok                    | 5            |
| Snina                          | 6            |
| Stakčín                        | 4            |
| Stakčínska Roztoka             | 0            |
| Strihovce                      | 0            |
| Šmigovec                       | 1            |
| Topoľa                         | 4            |
| Ubľa                           | 1            |
| Ulič                           | 1            |
| Uličské Krivé                  | 2            |
| Zboj                           | 1            |
| Zemplínske Hámre (Josefhammer) | 0            |